# اویتس
اویتس (به ارمنی: Ույծ) یک سکونتگاه مسکونی در ارمنستان است که در استان سیونیک واقع شده‌است. در  کیلومتری جنوب کاپان، مرکز استان سیونیک واقع شده است.

## نگارخانه

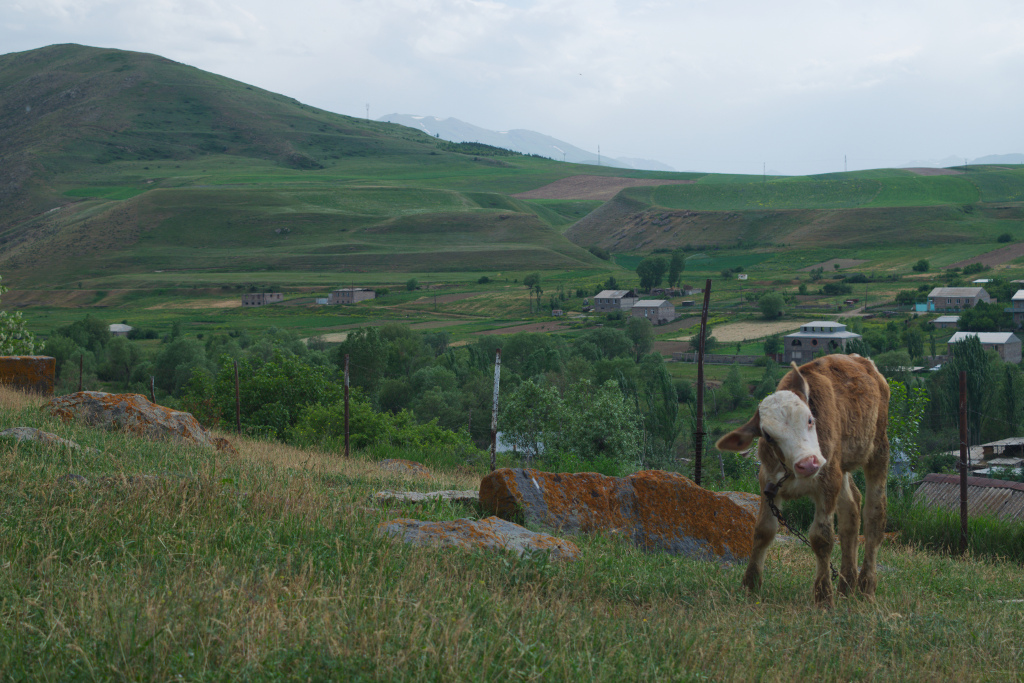

## خصوصیات
اویتس ۳۳٫۴۳ کیلومترمربع مساحت و ۳۹۶ نفر جمعیت دارد و در ارتفاع  متر بالاتر از سطح دریا قرار گرفته است.

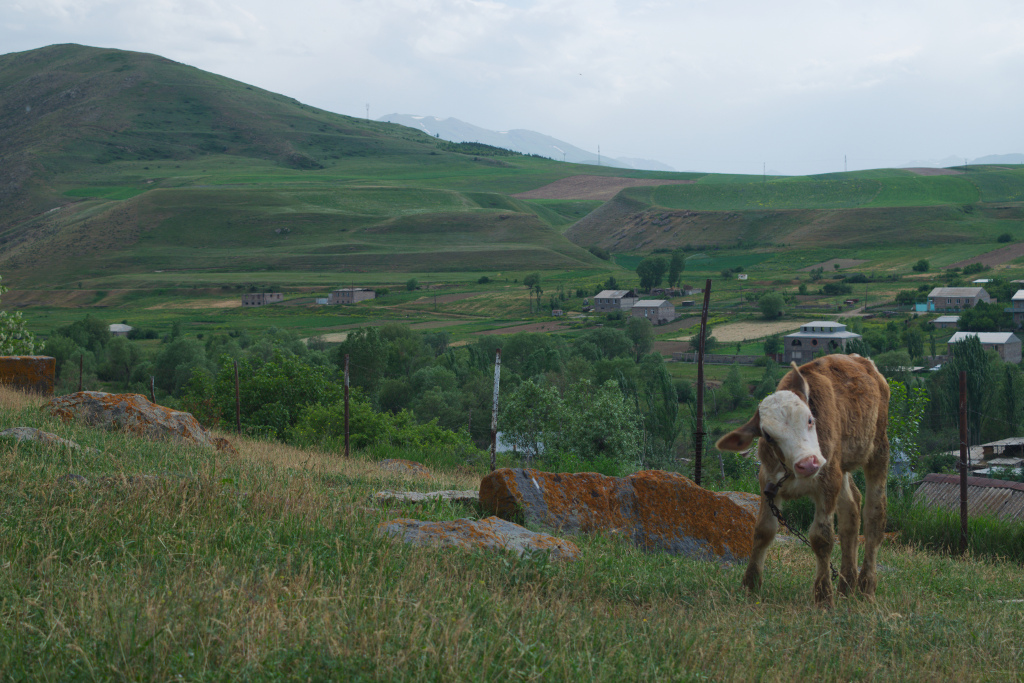